# 서준영
서준영(徐俊英, 1987년 4월 24일 ~ )은 대한민국의 배우이다.

## 학력
- 인하대학교 (연극영화과 / 학사)

## 연기 활동

### 드라마
- 2005년 SBS 드라마스페셜 《건빵 선생과 별사탕》 ... 박재인 역
- 2005년 SBS 주말 특별기획 《백만장자와 결혼하기》 ... 김태훈 역
- 2006년 KBS2 청소년드라마 《성장드라마 반올림》 ... 박이준 역
- 2007년 KBS2 수목드라마 《마왕》 ... 어린 강오수 역
- 2007년 SBS 드라마스페셜 《쩐의 전쟁 - 보너스 라운드》 ... 김별 역
- 2007년 KBS1 일일연속극 《하늘만큼 땅만큼》 ... 송지민 역
- 2007년 MBC 주말연속극 《깍두기》 ... 정동민 역
- 2007년 SBS 주말극장 《연개소문》 ... 연헌성 역
- 2008년 KBS2 대하드라마 《대왕 세종》 ... 진양대군 역
- 2008년 KBS1 TV소설 《큰 언니》 ... 어린 이덕산 역
- 2009년 OBS 주말드라마 《거위의 꿈》 ... 민승기 역
- 2009년 KBS2 수목드라마 《미워도 다시 한 번 2009》 ... 어린 정훈 역
- 2009년 KBS2 월화드라마 《결혼 못하는 남자》 ... 김태열 역
- 2009년 MBC 수목드라마 《혼》 ... 어린 신류 역
- 2010년 KBS2 월화드라마 《구미호: 여우누이뎐》 ... 천우 역
- 2010년 SBS 주말극장 《웃어요, 엄마》 ... 이강소 역
- 2011년 SBS SBS 대기획 《뿌리깊은 나무》 ... 광평대군 역
- 2011년 KBS1 일일연속극 《당신뿐이야》 ... 기운찬 역
- 2012년 SBS 드라마스페셜 《아름다운 그대에게》 ... 하승리 역
- 2013년 KBS2 주말연속극 《왕가네 식구들》 (18회) ... 동창생 역
- 2013년 KBS 드라마 스페셜 연작 시리즈 《시리우스》 ... 도은창(도신우) 역
- 2013년 E채널 토요드라마 《실업급여 로맨스》 ... 완하 역
- 2014년 KBS 드라마 스페셜 《곡비》 ... 윤수 역
- 2014년 Daum 스토리볼 웹드라마 《썸남썸녀》 ... 남자5호 절친남 역
- 2014년 SBS 월화드라마 《비밀의 문》 ... 신흥복 역
- 2014년 MBN 특별기획드라마 《천국의 눈물》 ... 이기현 역
- 2015년 tvN 금토드라마 《슈퍼대디 열》 ... 닥터 신 역
- 2015년 TV조선 & tvN 단막극《위대한 이야기 - 이산가족 이야기 (TV조선) / 놓지 말자 정신줄 (tvN)》 ... 민수 역
- 2015년 OCN 일요드라마 《귀신 보는 형사 처용 2》 ... 이재훈 역
- 2015년 SBS 월화드라마 《육룡이 나르샤》 ... 강찬성 역
- 2015년 SBS 특집드라마 《너를 노린다》 ... 유민우 역
- 2016년 KBS2 일일드라마 《천상의 약속》 ... 강태준 역
- 2016년 tvN 월화드라마 《또! 오해영》 ... 해영 (금)의 맞선남 역
- 2016년 KBS2 월화드라마 《뷰티풀 마인드》 ... 이상준 역
- 2021년 tvN 토일드라마 《악마판사》... 이영민의 친구 역
- 2023년 KBS1 일일연속극 《금이야 옥이야》 ... 금강산 역
- 2024년 MBC 일일드라마 《용감무쌍 용수정》 ... 여의주 역
- 2025년 KBS2 일일드라마 《여왕의 집》 ... 김도윤 역

### 영화
| 연도 | 제목                 | 역할              | 비고 |
| ---- | -------------------- | ----------------- | ---- |
| 2006 | 피터팬의 공식        | 용기              |      |
| 2006 | 여교수의 은밀한 매력 | 어린 박석규       |      |
| 2009 | 회오리 바람          | 김태훈            |      |
| 2011 | 파수꾼               | 동윤              |      |
| 2014 | 방황하는 칼날        | 박현수            |      |
| 2014 | 속삭임               | 수현              |      |
| 2015 | 비치하트애솔         | 짝퉁 사러 온 손님 |      |
| 2015 | 여자, 남성           |                   |      |
| 2015 | 권법형사: 차이나타운 | 고정혁            |      |
| 2015 | 스피드               | 이추원            |      |
| 2016 | 방 안의 코끼리       | ID 삼겹살         |      |
| 2016 | 어떻게 헤어질까      | 나비              |      |
| 2016 | 오픈 유어 아이즈     | 경수              |      |
| 2016 | 미행                 | 재원              |      |
| 2017 | 그리다               | 전상범            |      |
| 2017 | 실종 2               | 송헌              |      |
| 2018 | 존재증명             |                   |      |
| 2020 | 신황제를 위하여      | 신황제            |      |
| 2021 | 동백                 | 황귀태            |      |
| 2021 | 긴 하루              | 현수              |      |

### 더빙
| 연도 | 제목                            | 역할     | 비고 |
| ---- | ------------------------------- | -------- | ---- |
| 2012 | 마이 백 페이지 - 배리어프리버전 | 우메야마 |      |

### 뮤직비디오
- 2004년 윤건 - 헤어지자고
- 2005년 SG워너비 - 살다가
- 2005년 SG워너비 - 죄와 벌
- 2007년 엠투엠 - 새까맣게
- 2008년 SG워너비 - 라라라
- 2010년 데이브레이크 - 좋기다

## 광고
- 2005년 이수건설 - 브라운 스톤
- 2005년 삼양라면
- 2006년 동아제약 박카스 D - 시험 편
- 2006년 Mnet - max mp3 1 / 2편
- 2008년 한국주택공사 - 한국인의 평생 금융 친구
- 2012년 더치스타일 커피

## 수상 및 후보
| 연도 | 시상식                      | 부문                              | 작품                         | 결과 |
| ---- | --------------------------- | --------------------------------- | ---------------------------- | ---- |
| 2009 | 제35회 서울독립영화제       | 독립스타상                        | 회오리 바람                  | 수상 |
| 2010 | 제19회 부일영화상           | 신인 남자연기상                   | 회오리 바람                  | 후보 |
| 2011 | 제19회 대한민국문화연예대상 | 영화부문 신인연기상               | 파수꾼                       | 수상 |
| 2011 | 제20회 부일영화상           | 신인 남자연기상                   | 파수꾼                       | 후보 |
| 2011 | 제32회 청룡영화상           | 신인남우상                        | 파수꾼                       | 후보 |
| 2013 | KBS 연기대상                | 남자 연작·단막극상                | KBS 드라마 스페셜 - 시리우스 | 후보 |
| 2014 | KBS 연기대상                | 남자 연작·단막극상                | KBS 드라마 스페셜 - 곡비     | 후보 |
| 2023 | KBS 연기대상                | 일일드라마부문 남자 우수연기상    | 금이야 옥이야                | 수상 |
| 2024 | 제10회 에이판 스타 어워즈   | 장편드라마부문 남자 우수연기상    | 용감무쌍 용수정              | 후보 |
| 2024 | MBC 연기대상                | 일일·단막극부문 남자 최우수연기상 | 용감무쌍 용수정              | 수상 |

## 경력
- 2011년 제11회 서울 LGBT 영화제 개막식 사회
- 2012년 제2회 북한인권국제영화제 홍보대사
- 2012년 제17회 인디포럼 영화제 폐막식 사회
- 2013년 제18회 인디포럼 영화제 폐막식 사회
- 2014년 제19회 인디포럼 영화제 폐막식 사회